# Cómics Forum
Cómics Forum, también conocida como Ediciones Forum, fue un sello editorial de Planeta de Agostini, que publicó en España principalmente material procedente de la editorial estadounidense Marvel Comics, aunque también de Eclipse Comics y de producción propia, desde enero de 1983 hasta diciembre de 2004. Sus directores editoriales fueron Antonio Martín Martínez (1982-2000) y Jesús Manuel Pece (2000-2004).
Destacó por la calidad de sus publicaciones, que respetaban en términos generales las características de la edición original, aunque solían partir los episodios originales de un número a otro español al publicar episodio y medio original y complementos, además de fomentar la relación con sus compradores a través de la sección del correo del lector y de artículos variados. El material importado también se completaba en ocasiones con historietas paródicas de autores españoles como Superioribus de Jan y Fan Letal/Fan Con Nata de Cels Piñol.

## Trayectoria
Sus primeros títulos incluyen Conan el Bárbaro, La Masa, Spiderman, Los 4 Fantásticos, Los Vengadores, Daredevil y Thor.
En un principio compartió los derechos de Marvel con Ediciones Surco hasta la desaparición de la misma en 1985, momento a partir del cual Cómics Forum ya pudo disponer de Capitán América, Iron Man y La Patrulla X, el resto de series principales Marvel que le quedaban, las cuales empezó a publicar en ese mismo año.
Desde entonces, editó Marvel en exclusiva, compitiendo en el mercado del comic-book de superhéroes con Ediciones Zinco, que poseía los derechos de DC Comics.
Por aquella época las series Marvel secundarias más interesantes las usaba de complemento de las principales, así como las series principales que iban cerrando por falta de ventas, partiendo también los episodios originales.
Desde entonces hasta el final de su trayectoria cambió tanto la forma de editar que acabó por publicar episodio americano por episodio español en la inmensa mayoría de los casos pareciéndose al original de una forma nunca vista hasta entonces.
En 2004, Panini, poseedora de los derechos de Marvel para toda Europa, no le renovó el acuerdo pasando a publicar ellos mismos los cómics Marvel en España a partir de enero de 2005.
Actualmente, la editorial de cómics se ha incorporado a la división de sellos del Grupo Planeta, bajo el nombre de Planeta Cómic, cerrando su etapa DeAgostini.